# إيمان الطرودي
إيمان الطرودي هي لاعبة كرة قدم تونسية، تلعب في مركز خط الوسط والهجوم. كما أنها عضوةً في الفريق الوطني في تونس.

## السيرة
- في عام 2012 لعبت إيمان الطرودي في نادي (SC الأدميرال كيبيك سيتي) في دوري الدرجة الأولى لكرة القدم للسيدات في الولايات المتحدة وكندا (W-دوري)، سجلت ستة أهداف في ثماني مباريات؛ مما ساعد الأدميرال على الحصول على المركز الثاني في البطولة وتأهل إلى تصفيات نهاية الموسم.[4][5]

كما أنها عضوةً في الفريق الوطني في تونس.
لعبت إيمان الطرودي في جمعية الرياضة النسائية بمنطقة الساحل ( تونس ) في الفترة من 2005 – 2012 م، ولعبت لصالح فريق الأدميرال SC كيبيك سيتي ( كيبيك  ) في عام 2012، ثم انتقلت في الفترة من2012 - 2016 م إلى نادي أبوظبي كانتري كلوب ( الإمارات العربية المتحدة )، ثم انتقلت إلى فريق الطموح لكرة القدم للسيدات ( الإمارات العربية المتحدة  ) سنة 2017.

## الجوائز
- بطولة دوري-W:
  -  لقب البطولة المركزي بالإضافة إلى المشاركة في النهائي الرابع من دوري الدرجة الثالثة[6] 2012.

      التصويت لفريق كل النجوم من دوري الدرجة الرابعة  م 2012.
- الفوز ببطولة  نادي السيدات لاتحاد شمال أفريقيا لكرة القدم 2009 م.

- الفوز ببطولة الأمم المتحدة للمرأة م 2009.

- الفوز ببطولة تونس لكرة القدم للسيدات 2008 ، 2009 ، 2012 م.

- الفوز بكأس تونس لكرة القدم للسيدات 2005 ، م 2007.

- كأس السوبر لكرة القدم النسائية التونسية 2008 م.

- لقب هداف بطولة تونس للسيدات لكرة القدم 2009 ، 2010 م.

## روابط خارجية
- إيمان الطرودي على موقع الاتحاد الأوربي (الإنجليزية)
- إيمان الطرودي على موقع قاعدة بيانات كرة القدم.إي يو (الإنجليزية)